# Sestry od adorace Nejsvětější svátosti (syrsko-malabarský ritus)
Sestry od adorace Nejsvětější svátosti (anglicky: Sisters of the Adoration of the Blessed Sacrament) je ženská řeholní kongregace syrsko-malabarského katolického ritu, jejíž zkratkou je S.A.B.S.

## Historie
Kongregace byla založena 8. prosince 1908 Thomasem Kurialacherym v indickém Champakulamu.
Definitivní schválení Svatého stolce získala 11. února 1968. Sestry se řídí řeholí sv. Augustina.

## Aktivita a šíření
Kongregace se věnuje úctě k Nejsvětější svátosti a výchově a vzdělávání mládeže.
Sestry jsou aktivní v Indii, v Německu, Itálii, Nepálu, Spojeném království, USA, ve Švýcarsku a na Ukrajině; generální kurie se nachází v Aluvě.
K roku 2011 měla kongregace 4750 sester ve 603 domech.